# Казапрота
Казапрота (итал. Casaprota) — коммуна в Италии, располагается в регионе Лацио, в провинции Риети.
Население составляет 762 человека (2008 г.), плотность населения составляет 52 чел./км². Занимает площадь 15 км². Почтовый индекс — 2030. Телефонный код — 0765.
Покровителем коммуны почитается святой архангел Михаил, празднование 29 сентября.

## Демография
Динамика населения:

## Администрация коммуны
- Официальный сайт: http://www.comune.casaprota.ri.it/